# Cabo San Sebastián
Cabo San Sebastián är en udde i Argentina.   Den ligger i provinsen Eldslandet, i den södra delen av landet, 2 200 km söder om huvudstaden Buenos Aires.
Terrängen inåt land är platt. Havet är nära Cabo San Sebastián åt nordost. Runt Cabo San Sebastián är det mycket glesbefolkat, med 5 invånare per kvadratkilometer.. Det finns inga samhällen i närheten.
Trakten runt Cabo San Sebastián består i huvudsak av gräsmarker.